# Céline Grandjean
Céline Grandjean, née en 1989 à Bex, est une musicienne, cheffe de chœur et musicologue vaudoise.

## Biographie
Céline Grandjean passe son enfance à Bex avant de commencer des études universitaires à Lausanne. Elle obtient un Master conjoint en pédagogie musicale de la Haute École de Musique de Lausanne et en germanistique de l’Université de Lausanne, ainsi qu’un Master en musicologie de l’Université de Berne,. En parallèle, elle détient un certificat supérieur de piano effectué au Conservatoire de Lausanne et un CAS en direction chorale de la Haute École de Musique de Lucerne.
Céline Grandjean pratique le piano et le chant dans différents ensembles en Suisse romande et dirige des chœurs à Lausanne et sur la riviera vaudoise : l'Union Chorale de la Tour-de-Peilz (depuis 2016), le chœur des collaborateurs de la RTS Lausanne De Vives Voix (depuis 2016), le Chœur de la Cathédrale de Lausanne (depuis 2018) ainsi que le Chœur Pro Arte de Lausanne (depuis 2019) en tant que cheffe assistante,,. En 2018, elle est nommée cheffe des chœurs adjointe de la Fête des Vignerons 2019 aux côtés de Caroline Meyer,. Depuis 2021, Céline Grandjean est également présidente de l’Association vaudoise des directeurs et directrices de chœurs (AVDC), avec laquelle elle organise des formations spécifiques pour des chefs et des cheffes romands. La même année, elle est également nommée présidente du Chœur Suisse des Jeunes. Elle fait également partie du comité de la Fête de la musique de Lausanne en tant que représentante des chœurs.
En 2019, Céline Grandjean est primée avec le Prix du patrimoine culturel immatériel décerné par la Fondation vaudoise pour la culture.

## Direction de chœurs

### Passé
- 2010 - 2020 Chœur mixte de Corseaux
- 2015 - 2016 et 2018 - 2019 Chœur de jeunes À Vaud Voix
- 2022 - 2023 Chœur des Jeunes du Conservatoire Montreux-Vevey-Riviera

### Actuellement
- 2015 - Ensemble vocal Silentium
- 2016 - Union Chorale de la Tour-de-Peilz
- 2016 - Chœur des collaborateurs de la RTS De Vives Voix
- 2018 - Chœur de la Cathédrale de Lausanne
- 2018 - Chœurs de la Fête des Vignerons 2019
- 2019 - Chœur Pro Arte de Lausanne (cheffe assistante)
- 2021 - Ensemble vocal Post Tenebras Lux
- 2022 - Chœur d'Oratorio de Montreux